# Eliot Engel
Pour les articles homonymes, voir Engel.
Eliot Engel, né le 18 février 1947 dans le Bronx (New York), est un homme politique américain, membre du Parti démocrate et élu de l'État de New York à la Chambre des représentants des États-Unis de 1989 à 2021.

## Biographie

### Jeunesse et débuts en politique
Eliot Engel est originaire de New York. Il grandit dans une coopérative d'habitation du Bronx. Après un master de l'université de la ville de New York obtenu en 1973, il devient enseignant. Il est également diplômé d'un doctorat de droit de la New York Law School en 1987.
Il préside le Parti démocrate du Bronx de 1974 à 1977, année où il est élu à l'Assemblée de l'État de New York.

### Représentant des États-Unis

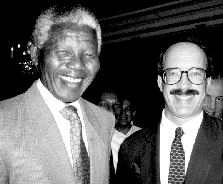
Eliot Engel au côté de Nelson Mandela.

En 1988, Eliot Engel se présente à la Chambre des représentants des États-Unis dans le 19e district congressionnel de l'État de New York, face au représentant sortant Mario Biaggi, accusé de corruption. Biaggi, élu depuis 20 ans, est condamné et démissionne au mois d'août, peu avant la primaire. Engel remporte la primaire avec 48 % des voix, loin devant ses adversaires (dont Biaggi). Il est élu représentant en novembre avec 56 % des voix devant Biaggi (à 27 %), qui avait remporté la primaire républicaine dont il était le seul candidat. Il est réélu avec 61 % des suffrages en 1990.
En 1992, les circonscriptions sont redessinées et Engel est candidat dans le 17e district, un district aux deux-tiers afro-américain et hispanique qui comprend une partie du Bronx et du comté de Westchester. Durant la primaire démocrate, il affronte à nouveau Biaggi âgé de 74 ans et qui sort de 26 mois de prison. Engel remporte facilement la primaire avec 74 % des voix. Entre 1992 et 1998, il est réélu avec des scores compris entre 77 % et 88 % des voix. En 2000, il se retrouve dans une primaire compliquée face à Larry Seabrook, un sénateur afro-américain qui estime que le Congrès nécessite plus de diversité et reçoit le soutien de nombreux élus locaux. Au terme d'une campagne que The Village Voice considère comme l'une des plus « méchantes » (« nasty ») des élections de 2000, Engel remporte la primaire avec un peu plus de la moitié des suffrages (50,4 %).

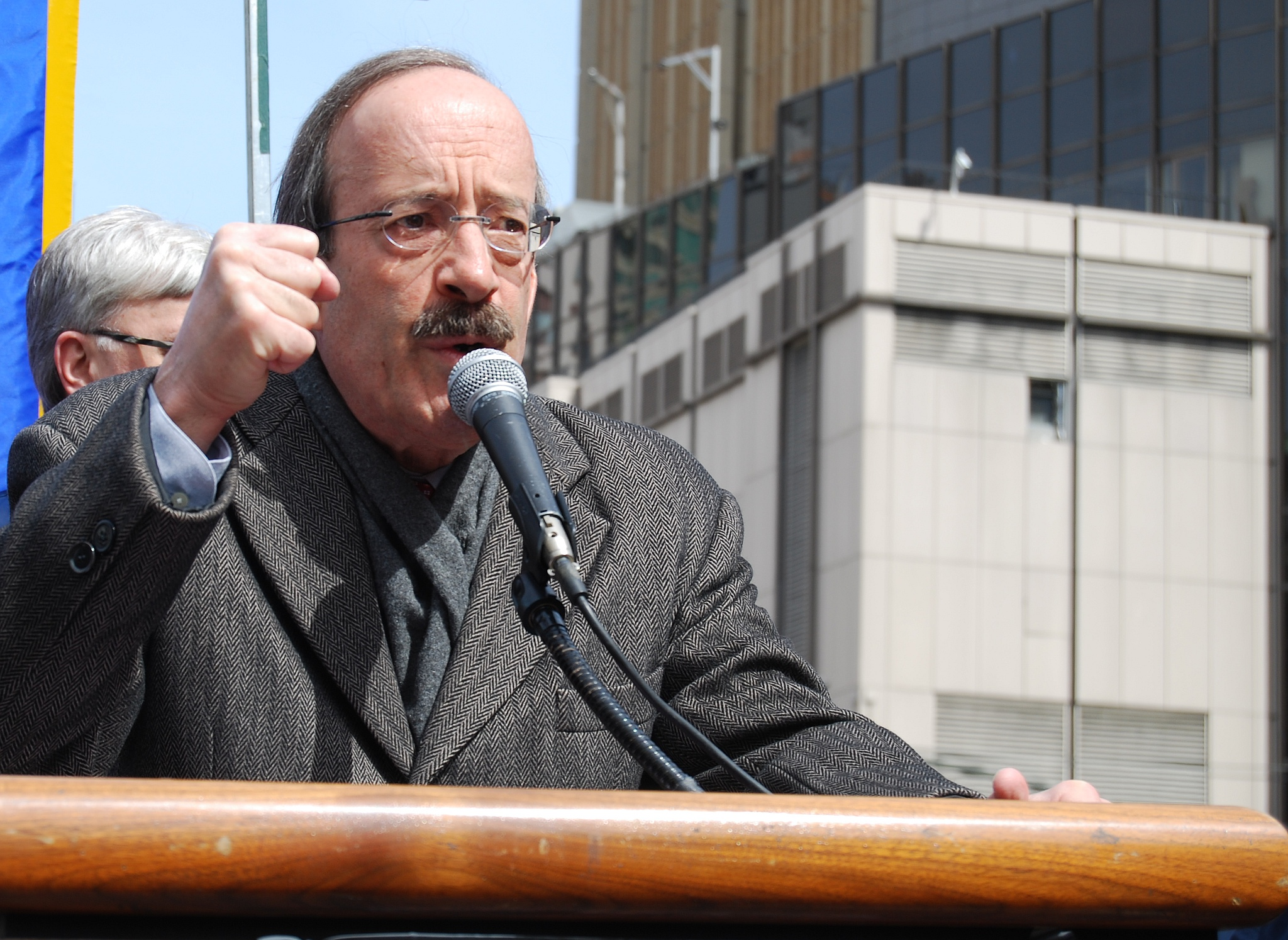
Engel prenant la parole lors d'une manifestation en 2013.

De 2000 à 2010, il est réélu tous les deux ans avec plus de 77 % des voix (à l'exception de l'élection de 2002, où il ne rassemble que 62,6 % des suffrages). Après un redécoupage des circonscriptions, Engel est réélu avec plus de 75 % des suffrages dans le 16e district en 2012. Lors des élections suivantes, il est reconduit avec des scores compris entre 94 % et 99,5 % des voix, sans réél opposant.
Après la victoire des démocrates aux élections de 2018, Engel prend la présidence de la commission des affaires étrangères de la Chambre des représentants. À ce poste, il mène notamment les enquêtes sur les liens entre Donald Trump et la Russie, les relations avec la Corée du Nord, le meurtre de Jamal Khashoggi et le rôle des États-Unis dans la péninsule arabique.
Au printemps 2020, il est accusé de rester pendant deux mois entiers à Washington alors que sa circonscription comprend la ville New Rochelle, épicentre de la pandémie de Covid-19 dans l'État de New York. Début juin, alors qu'il se rend à New York pour participer aux manifestations suivant la mort de George Floyd, il est filmé en train de dire qu'il n'aurait rien à faire des manifestations s'il n'avait pas d'opposants durant la primaire démocrate (« If I didn't have a primary, I wouldn't care »). Il est en effet concurrencé par Jamaal Bowman, principal afro-américain d'une école et soutenu par la gauche du parti. Après la diffusion de la vidéo, Bowman reçoit le soutien d'Alexandria Ocasio-Cortez et d'Andom Ghebreghiorgis, qui se retire alors de la primaire face à Engel. De son côté, le sortant est soutenu par Nancy Pelosi, Hillary Clinton et le Caucus noir du Congrès,. Il est finalement battu par Bowman, qui rassemble 55,5 % des voix (contre 40,4 % pour Engel) et dont la victoire est comparée à celle d'Alexandria Ocasio-Cortez deux ans plus tôt. Sa défaite intervient dans un contexte de montée en puissance de jeunes candidats progressistes issus des minorités, notamment Mondaire Jones et Ritchie Torres,.

## Positions politiques

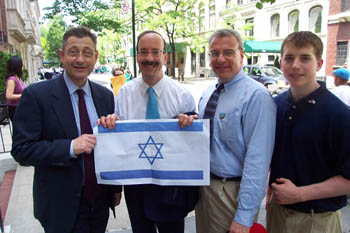
Engel lors de la parade dIsrael Day de New York en 2004.

Eliot Engel est un démocrate modéré, membre de la New Democrat Coalition qui regroupe les démocrates « pro-croissance ».
En matière de politique étrangère, il est considéré comme un fervent soutien d'Israël,,. Il soutient l'invasion de l'Irak en 2003.